# Madelman
Madelman fue un muñeco de juguete de acción articulada, fabricado entre los años 1968 y 1982 por Industrias Plásticas Madel.

## Fabricación
La fabricación del Madelman tuvo dos etapas. En la primera, las figuras se caracterizaban por no tener pies: en su lugar, tenían muñones que encajaban dentro de los orificios del interior de las botas para que el muñeco pudiese mantenerse de pie; también tenían los ojos pintados. Posteriormente, los ojos del muñeco fueron de vidrio y el pelo de plástico de color rojizo. En esta etapa se fabricaron muñecos de dos razas: blanca y negra, siempre de género masculino.
En la segunda etapa de los Madelman, los maniquíes fueron mejorados, al añadirles pies articulados. El pelo era de goma y podía quitarse. Otra característica es que los ojos ya no eran de vidrio sino tampografiados.
Como novedad, se creó la figura femenina o también llamada "La compañera de Madelman". De esta se fabricaron siete modelos diferentes con sus correspondientes accesorios. También se crearon nuevas razas, como los indios, y caras diferentes, como la del modelo del cuatrero con perilla y cara con rasgos toscos, o la figura del colono con el cabello rubio y bigote moldeado. Incluso también se crearon un par de modelos para la serie Cosmic, que representaban extraterrestres, como fueron el hombre verde y el patrullero espacial.
En 1983 cesó la fabricación de estas figuras pero en la actualidad siguen vivas gracias a los coleccionistas que mantienen el espíritu de Madelman y a empresas como Altaya, que lanzó una nueva producción de los Madelman de la primera etapa a modo de coleccionable en los quioscos, o gracias también a la desaparecida empresa Popular de Juguetes, que volvió a lanzar los Madelman con un maniquí totalmente diferente. 
Realmente, "Madelman", de patente y desarrollo totalmente español, fue un hito, tanto dentro como fuera de España, en la fabricación y diseño de las llamadas "figuras de acción": una figura con multitud de articulaciones, totalmente vestida y con accesorios de gran calidad, que revolucionó en su momento el mercado, las ideas y, cómo no, los juegos de los niños de toda una generación, la llamada del "desarrollismo español".

## Comercialización
Los Madelman se comercializaron en diferentes formatos que, en función de su tamaño, variaban en número de accesorios y cantidad de figuras. Los diferentes formatos que se comercializaron fueron:
- Caja roja. Es el formato más pequeño y también el más antiguo. Fue lanzado en 1968 pero no duró mucho tiempo en el mercado pues rápidamente fue sustituido por el formato de "equipo individual". En formato caja roja se fabricaron únicamente cinco modelos: tropa de choque, tropa polar, marinero, porteador negro y cazador. Además, se fabricó una sexta caja que, en lugar de roja, era de color azul y contenía el mítico astronauta 2001, basado en la película 2001 Odisea en el espacio.
- Equipo individual. Es el equivalente a la caja roja pero con un formato de presentación más vistoso y elaborado con ilustraciones representativas del personaje en cuestión. En el equipo individual, se incluía una figura Madelman y una cantidad escasa de accesorios.
- Equipo básico. En este formato también se incluía una única figura, pero el número de accesorios era mayor que en el equipo individual. Además, se incluía un accesorio especial de mayor tamaño o la figura de algún animal, como por ejemplo el surtidor de gasolina en el modelo del mecánico de estación de servicio, una pantera en el guía safari o un trineo con perro en el equipo de expedición polar.
- Super equipo. Era el equipo más deseado por los niños de la época, pero debido a su elevado precio, fue el menos comercializado. En este formato, siempre se incluían dos figuras y una gran cantidad de accesorios, algunos de ellos exclusivos.
- Misiones. Sólo aparecieron dos modelos en este formato; la misión campaña y la misión safari y en ambos casos se trataba de cajas enormes (las más grandes de toda la producción Madelman) y contenían hasta tres figuras como en el caso de la misión campaña y accesorios de considerable tamañon como un jeep con remolque en la misión safari y jeep con cañón en la misión campaña. Ambas cajas se fabricaron al principio de la producción de Madelman, coincidiendo con la fabricación de las cajas rojas, es decir, desde 1968, aunque al igual que las cajas rojas no duraron mucho tiempo en el mercado, ya que fueron reemplazadas por los super equipos a principio de los años 70.
- Equipo doble. Sólo se fabricó una referencia en este formato. Se trata del equipo doble de colonos y, al igual que los super equipos, incluía dos figuras pero con una cantidad de accesorios mucho menor.
- Conjuntos. Se comercializaron seis conjuntos diferentes, con la particularidad de que sólo se incluían accesorios, sin figuras. Eran, por tanto, cajas adicionales para complementar o ampliar otros equipos. Estos conjuntos incluían accesorios de las series militar, piratas, polar, oeste (dos conjuntos diferentes) y submarino. Únicamente se comercializaron en la segunda época de Madelman. En la primera época, se comercializaron otros conjuntos de accesorios pero en un formato de caja mucho más pequeño y con una cantidad muy escasa de accesorios.
- Otras cajas. Aparte de la comercialización de figuras o muñecos Madelman, también se lanzaron al mercado diversos vehículos como jeeps, buggies, caravana del oeste, helicóptero, astronave, etc. y otros accesorios de gran tamaño, como la posición fortificada o el tipi indio.

## Series
Los Madelman se fabricaron con la idea de representar diferentes series o temáticas, que en la época de los años 70 estaban muy de moda, pues era común que emitieran por televisión películas de temáticas clásicas como piratas o el oeste americano. Además de las mencionadas series, también se fabricaron Madelman representando personajes de series de aventura, civil, safari, militar y cosmic.